# Yahata, Fukuoka
Yahata (八幡市 Yahata-shi) từng là một thành phố của Nhật Bản cho tới khi bị sáp nhập vào thành phố Kitakyushu năm 1963. Phần diện tích trước đây của Yahata vào năm 2007 là hai quận: Yahata Higashi-ku và Yahata Nishi-ku.
Vào đầu tháng 8 năm 1945, thời điểm mà Thế chiến thứ hai chuẩn bị đi đến hồi kết, Yahata bị phe Đồng Minh ném bom. Khói bốc ra từ những đám cháy đã che mờ bầu trời thành phố Kokura gần đó, khiến chiếc máy bay chở quả bom "Fat Man" phải chuyển sang mục tiêu ưu tiên số hai, thành phố Nagasaki.